# Desne
Desne su mjesto u općini Kula Norinska, u dolini Neretve.

## Stanovništvo
Prema popisu stanovništva iz 2001. godine u naselju je obitavalo 130 stanovnika, a prema popisu iz 2011. godine 90 stanovnika.
| broj stanovnika | 1056  | 1257  | 744   | 831   | 972   | 1163  | 726   | 753   | 627   | 593   | 499   | 298   | 222   | 197   | 130   | 90    | 111   |
|                 | 1857. | 1869. | 1880. | 1890. | 1900. | 1910. | 1921. | 1931. | 1948. | 1953. | 1961. | 1971. | 1981. | 1991. | 2001. | 2011. | 2021. |

## Sakralni objekti

### Župna crkva svetog Jurja
Sagrađena je krajem 17. ili početkom 18. stoljeća nakon oslobođenja od Turaka. S obzirom na to da je bila premalena za potrebe vjernika, makarski je biskup Fabijan Blašković 1779. godine izdao naredbu da se podigne kapela (svetište) «široka i visoka koliko i crkva ista». Naredba se nije izvršila, a crkva je sve više propadala i postala opasna za okupljanje naroda. Godine 1837. bilo je zabranjeno obavljanje bogoštovlja dok se ne popravi. Crkva je 1845. popravljena i povećana na današnje dimenzije: duljina 16,50 te širina 8 metara. Zvonik na betonskim stupovima podignut je nakon Prvog svjetskog rata. Crkva je temeljito obnovljena 1990. nakon čega ju je posvetio nadbiskup Ante Jurić, na blagdan sv. Liberana, 23. srpnja 1991.

### Kapela svetog Nikole biskupa
Kapela duga 6,70 i široka 5,30 metara sagrađena je nakon osamostaljenja župe 1921. godine kod tadašnje župne kuće, u predjelu sela zvanom Kod Kuća. S obzirom na to da je iz okolnih zaselaka narod odselio, sveta se misa govori na blagdan sv. Nikole i prema potrebama vjernika.

### Kapela svetog Roka na Rujnici
Prvi spomen na ovu kapelicu datira u 1761. godinu prigodom krštenja koje je obavljeno u njoj. Iste te godine na Rujnici se nastanio župnik. Kapela je 1910. ostala u napuštenom selu jer više nije bilo stanovnika. Danas se sveta misa u njoj slavi na blagdan sv. Roka, treći dan Uskrsa i treći dan Duhova. Tada iseljeno stanovništvo posjeti svoju staru crkvu. Kapeli je obnovljen krov i time je spašena od daljnjeg propadanja. Duga je 9,15 i široka 4 metra.

### Usputne kapelice
Na području župe postoje i dvije usputne kapelice, obje posvećene Gospi. Prva je u zaseoku Medaci a u njoj se nalaze kipovi Gospe i sv. Ante Padovanskoga. Druga se nalazi u zaseoku Bebići. Novije je gradnje a u njoj je Gospin kip.

## Znamenitosti
Desansko jezero dio je djelomično potopljene krške depresije. Oko 350 m dugim i 3,5 m širokim kanalom povezano je s jezerom Modro oko, a zajedno su dio zaštićenog područja, kao posebni ornitološki rezervat. Vode jezera odvodi rječica Desanka i ulijeva se u Crnu riku kod mjesta Banja.

## Poznate osobe
- Ivo Margeta, bivši gradonačelnik Metkovića
- Luka Bebić, predsjednik Hrvatskog sabora
- Miljenko Grgić (Mike Grgich), hrvatsko-američki vinar